# Christian Niebel
Christian Niebel (* 3. November 1959 in Berlin) ist ein ehemaliger deutscher Fußballspieler.

## Spielerkarriere
Christian Niebel tat seine ersten Schritte als Fußballer beim SC Charlottenburg, wo er unter Trainer Gerd Achterberg zu 15 Spielen in der Oberliga-Saison 1982/83 kam. Als Berliner Meister war das Team um die Torjäger Jörg Gaedke und Frank Dietrich zur Teilnahme an der Aufstiegsrunde zur 2. Bundesliga berechtigt. Dort belegten die Charlottenburger Platz 2 hinter Rot-Weiß Oberhausen, wodurch sie sich für die zweithöchste Liga qualifizieren konnten. In der Spielzeit 1983/84 stieg Niebel zum Stammspieler beim SC Charlottenburg auf und bestritt 30 von 38 Partien. Der Klassenerhalt wurde allerdings um lediglich zwei Punkte verpasst. Der direkte Wiederaufstieg wurde in der Folgesaison durch Platz 2 hinter Tennis Borussia Berlin verfehlt. Dieser berechtigte den SCC jedoch zur Teilnahme an der Deutschen Fußball-Amateurmeisterschaft 1985. Dort wurde in der 1. Runde zweimal der FC Augsburg besiegt. Gegen den DSC Wanne-Eickel war hingegen nach einer derben 0:4-Niederlage im Hinspiel im Halbfinale Endstation. Die Oberliga-Spielzeit 1985/86 schloss der SC Charlottenburg vor dem Traber FC Mariendorf als Erster ab. In der Aufstiegsrunde scheiterte Niebel mit seinem Team als Dritter knapp hinter Rot-Weiss Essen.
Anschließend wechselte Christian Niebel zum Absteiger und haushohen Aufstiegsanwärter Hertha BSC. Unter Jürgen Sundermann wurde Niebel dort Stammspieler und trug mit vier Toren in 25 Partien dazu dabei, dass Hertha die Liga gewinnen konnte. Aber in der Aufstiegsrunde waren BVL 08 Remscheid und der SV Meppen zu stark, so dass Niebel erneut den Aufstieg verpasste. 1987/88 blieb Niebel Stammspieler und konnte erneut den Staffelsieg bejubeln. In der Aufstiegsrunde glückte den Herthanern in jener Saison punktgleich als Erster mit Eintracht Braunschweig der Aufstieg in die 2. Bundesliga. Dort trug Christian Niebel als Stammspieler zum Klassenerhalt bei.
1989/90 gelang Hertha dann überraschend der Gewinn der Zweitligameisterschaft und der Aufstieg in die 1. Bundesliga. Erstligaspiele blieben Niebel allerdings verwehrt.
Da Trainer Werner Fuchs für die Bundesliga nicht mehr mit Niebel – trotz 27 absolvierten Partien in der Vorsaison – als Stammkraft plante, wechselte dieser zur Saison 1990/91 zu Blau-Weiß 90 Berlin. Bei den Mariendorfern spielte Niebel sich in die Stammelf und erreichte am Saisonende Platz 6.
In der Folgesaison musste Blau-Weiß in der Nord-Staffel in die Abstiegsrunde und belegte dort den drittletzten Platz, der zur Relegationsrunde mit dem TSV 1860 München und dem TSV Havelse berechtigte. Aus der Teilnahme daran wurde jedoch nichts, da der Deutsche Fußball-Bund Blau-Weiß 90 die Lizenz für die 2. Bundesliga entzog. Aufgrund dessen sah sich der Verein gezwungen, Konkurs anzumelden. Der Verein wurde aufgelöst und aus dem Vereinsregister gelöscht.
Daraufhin wechselte Christian Niebel in die Oberliga zum BSV Stahl Brandenburg, wo Niebel auf Anhieb zum Stammspieler wurde. Am 8. Spieltag verletzte er sich beim 0:4 im Spitzenspiel gegen den späteren Staffelmeister und Aufsteiger Tennis Borussia so schwer, dass er verletzt ausgewechselt werden musste und im Laufe der Saison nicht mehr zum Einsatz kam.
Zur neuen Spielzeit wechselte Christian Niebel zum Ligakonkurrenten Spandauer SV. Mit 27 bestrittenen Partien hatte Niebel einen großen Anteil daran, dass sich der SSV für die neu gegründete Regionalliga qualifizieren konnte. Dort konnte Christian Niebel seinen Stammplatz jedoch nicht verteidigen und kam nur noch sporadisch zum Einsatz. Nach dem geglückten Klassenerhalt beendete Christian Niebel 1995 im Alter von 35 Jahren seine Karriere.